# Вітаноліди

Вітаферин А

Сальпіхролід А

Нікандренон-1

Іксокарпалактон А

Вітаноліди — це група стероїдних лактонів, що складається щонайменше з 300 природних стероїдів, побудованих на ергостановому скелеті. Вони зустрічаються як вторинні метаболіти переважно в родини Пасльонових, наприклад, у томатільйо.
Структурно вітаноліди складаються зі стероїдного остова, зв'язаного з лактоном або одним з його похідних; вони утворюються шляхом окисненням стероїдів. Залишається невідомим, з якою метою виробляються вітаноліди; вони можуть діяти як стримувальний фактор для годування личинок комах та інших травоїдних.
Роди родини пасльонових, що виробляють вітаноліди, включають: Дурман, Іохрома, Повій, Нікандра. Фізаліс, Сальпіхроа, Паслін, Мандрагора, Вітанія снодійна та Ябороса.

## Приклади
Вітаферин А, перший виділений вітанолід, був виявлений у Вітанії снодійній та Acnistus arborescens
Сальпіхроліди A, B та G (виділені з Salpichroa origanifolia) проявляють гальмівну дію на ріст личинок середземноморської плодової мушки(Ceratitis capitata). З цієї причини досліджуються потенційні можливості використання цих сполук як пестицидів.